# مهند سالم
مهند سالم غازي مرزوق العميم (مواليد 1 مارس 1985 في دبي) هو لاعب كرة قدم إماراتي يلعب كمدافع. مثّل منتخب الإمارات العربية المتحدة لكرة القدم. بدأ مهند سالم مسيرته الرياضية الاحترافية عام 2006.
مثل نادي الوحدة في الفئات السنية ووقع مع نادي الظفرة عام 2006 وانتقل إلى نادي العين عام 2008 ويلعب إلى الآن في نادي العين وأعير إلى نادي اتحاد كلباء في صيف 2021.

## روابط خارجية
- مهند سالم على موقع إي إس بي إن إف سي (الإنجليزية)
- مهند سالم على موقع قاعدة بيانات كرة القدم.إي يو (الإنجليزية)
- مهند سالم على موقع ناشيونال فوتبول تيمز (الإنجليزية)
- مهند سالم على موقع Soccerway.com (الإنجليزية)
- مهند سالم على موقع عالم كرة القدم.نت (الإنجليزية)
- تفاصيل شخصية